# Палома (телесериал)
Палома (исп. Paloma) — мексиканская мелодраматическая теленовелла с элементами драмы 1975 года производства Televisa.

## Сюжет
Палома Ромеро — молодая девушка, которая работает официанткой с целью оплаты учёбы в университете. Она является единственным кормильцем в семье из-за того, что её отец Густаво, адвокат по профессии спился и потерял свою работу, а его брат Габриэль лентяй и нежелающий избавиться от порока. Во время обслуживания клиента на неё положил глаз богач Даниэль Маркес, который влюбляется в неё и предлагает ей руку и сердце, и она соглашается.

## Создатели телесериала

### В ролях
- Офелия Медина — Палома Ромеро
- Андрес Гарсия — Даниэль Маркес Роблес
- Берта Мосс — Донья Каталина Роблес
- Кармен Монтехо — Глория Нава
- Аарон Эрнан — Леон Густаво Ромеро
- Энрике Нови — Габриэль Ромеро
- Лусия Мендес — Бланка Роса Бальестерос
- Франк Моро — Рауль Сантос
- Тереса Веласкес — Эухения Монтаньо
- Эктор Бонилья — Алехандро
- Лупита д'Алессио — Дора Лус Маркес
- Анель — Маргарита
- Хули Фурлонг — Исабель
- Рита Маседо — Тереса
- Хуан Пелаэс — Эладио Сантибаньес
- Ариадна Вельтер — Мина Бальестерос
- Оскар Морелли — адвокат Адальберто Хиль
- Антонио Пасси — Сарабия
- Лина Мишель — Мишель
- Мария Сорте — Анита
- Альфонсо Меса — Федерико Миранда
- Херардо дель Кастильо — адвокат Халан
- Эктор Саэс — Карлос Галиндо
- Умберто Осуна — Доктор Халисия
- Ольга Моррис — Лили
- Даниэль Санталусия — Эрнесто Бальестерос
- Марио Сауре — Домингес

## Последующие адаптации
- Моя дорогая Исабель (1996)
- Любовь на районе (2015)